# Порт-Эллен
Порт-Э́ллен (англ. Port Ellen, гэльск. Port Ìlein, скотс Port Ellen) — небольшой город на западе Шотландии. Расположен на острове Айлей, в округе Аргайл-энд-Бьют.

## География

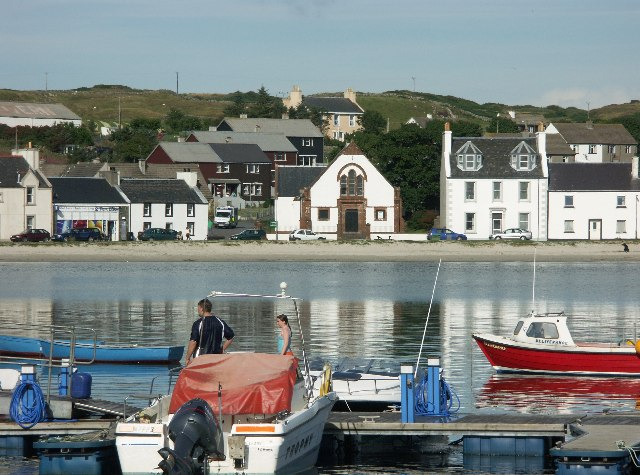
Набережная

Расположен в бухте Loch Leodarnais на южном побережье острова Айлей и является вторым по величине поселением на острове (после города Боумор). В городе находится вторая по значимости паромная переправа, соединяющая остров с "большой землёй" — пристанью Кеннакрейг на полуострове Кинтайр.

## История
Порт-Эллен был основан в 1821 году Лордом Уолтером Фредериком Кэмпбеллом и назван в честь супруги Лорда Кэмпбелла — Эллен. Город быстро развивался и в 1824 году, сразу же после опубликования Указа о снижении акцизных сборов, Александром Мэкки было построено значимое для островной экономики предприятие по производству виски — Port Ellen Distillery. К сожалению, производство было остановлено в 1983 году, после чего винокурня лишь солодит ячмень для других островных винокурен. Население города в 1830 году составляло уже 18 000 человек. Во второй половине XX века население города начала быстро сокращаться из-за оттока населения. В настоящее же время в Порт-Эллене проживает около 800 человек.

## Известные уроженцы
Порт-Эллен — родина Джорджа Робертсона, генерального секретаря НАТО (1999—2004).